# Символи префектури Ібаракі

## Символи префектури
|         |  |  |        |
| Емблема |  |  | Прапор |

- Емблема префектури

Емблема префектури Ібаракі — стилізоване зображення пуп'янка троянди, що починає розпускатися. Він символізує розвиток, творчість, енергійність та прогрес префектури, яка буде лідером нової епохи. Цей символ був затверджений 1991 року префектурною ухвалою. Інколи емблема префектури називається «префектурним гербом».
- Знак-символ префектури

Окремий знак-символ префектури Ібаракі відсутній. Зазвичай, емблема використовується як знак-символ префектури.
- Прапор префектури

Положення про прапор префектури Ібаракі були затверджені разом із емблемою префектури  1991 року. Згідно з ними, співвідношення сторін прапора дорівнює 2 до 3. У центрі розміщується емблема префектури, яка дорівнює 3/5 висоти полотнища. Колір прапора — ультрамариновий, а емблеми — білий.
- Дерево префектури

Слива муме (Prunus mume) — різновид сливи, який росте на  території префектури Ібаракі. Це дерево символізує прихід весни. На території Ібаракі розташований парк Кайраку, в якому росте понад 3 тисячі японських слив. З 1966 року останні були затверджені деревом префектури.
- Квітка префектури

Квітка-символ префектури Ібаракі — троянда (Rosa). Вона зображена на емблемі та прапорі префектури. Троянда звучить японською як «бара» і пов'язана з назвою «Ібаракі». В збірці стародавніх переказів провінції Хітаті, «Хітаті фудокі», згадується «замок з колючих троянд» — «убаракі». Вважається, що «убаракі» згодом трансформувалося в «ібаракі». У зв'язку з цим троянда була обрана квіткою префектури 1966 року.
- Птах префектури

Птахом-символом Ібаракі є жайворонок (Alauda arvensis). Його вважають посланцем Небес, спів якого сповіщає про наближення весни. В Ібаракі жайворонок є невід'ємною частиною ландшафту ячмінних полів, однієї з головних сільськогосподарських культур префектури. У 1965 році цього птаха затвердили символом Ібаракі.
- Морський символ префектури

Азійський параліхт (Paralichthys olivaceus), який також називається оливковою камбалою, вважається символом префектури Ібаракі. Його виловлють восени в прибрежній смузі. Ця риба осбливо цінується в японській кулінарії. Параліхта було затверджено морським символом префектури 1995 року.